# Musée d'Art contemporain de San Diego
Ne doit pas être confondu avec Musée d'Art de San Diego.
Le musée d'Art contemporain de San Diego (en anglais : Museum of Contemporary Art San Diego, MCASD ; anciennement The Art Center in La Jolla, La Jolla Art Museum et La Jolla Museum of Contemporary Art) est un musée consacré à l'art contemporain et situé à San Diego, en Californie.